# Ye Olde Hurdy Gurdy Museum of Vintage Radio
Ye Olde Hurdy Gurdy Museum of Vintage Radio – muzeum historii techniki (sprzętu radiowego) w Dublinie (Irlandia), umiejscowione w dawnej wieży Martello, w której na początku XX w. prowadzono eksperymenty z radiem.

## Wieża

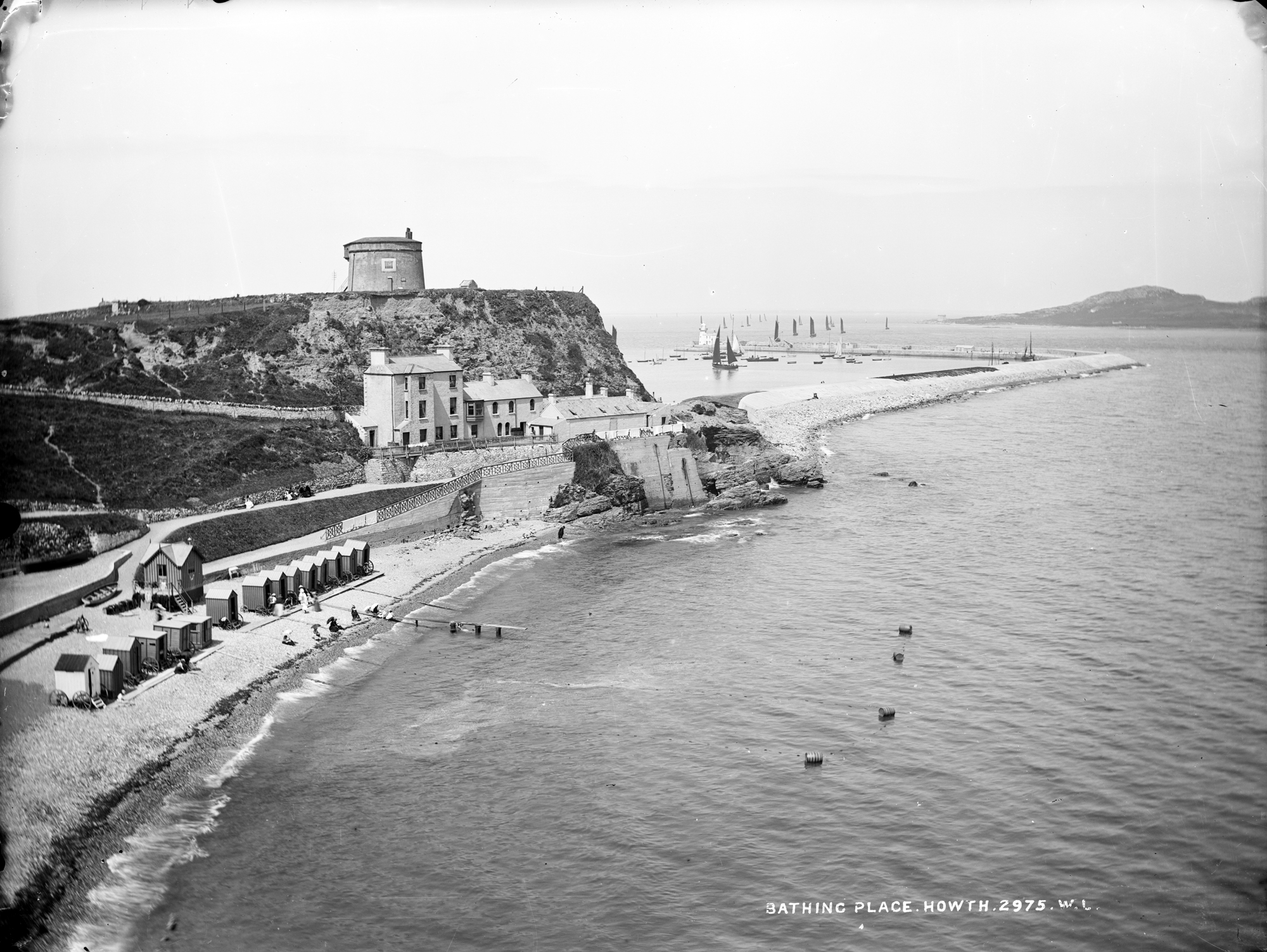
Wieża Martello w Howth na pocztówce z 1905 r.

Wieża Martello w Howth została zbudowana w latach 1804–1806, w pierwszej fazie wznoszenia fortyfikacji tego typu w Irlandii, jako jedna z 26 wież wokół Dublina. Była to wieża mniejszego typu, okrągła, o średnicy 12,2 m (40 stóp) i wysokości 7,3 m (24 stóp). Uzbrojona była w jedną armatę dwudziestoczterofuntową. Podobnie jak inne tego typu budowle na północ od miasta, wzniesiona była z łupanego kamienia, z magazynem w przyziemiu i dwoma piętrami mieszkalno-magazynowymi, z wejściem na poziomie pierwszego piętra, bronionym przez machikuły; załogę stanowiło 16 żołnierzy.
Gdy minęło zagrożenie napoleońskie, od 1825 roku wieżę zajmowała placówka Preventative Water Guard ścigająca przemytników. Wieża służyła też jako stacja sygnalizacyjna, a od 1852 funkcjonowała jako stacja końcowa podmorskich kabli telegraficznych do Holyhead w Walii. W 1887 roku wieżę przejęło biuro Poczmistrza Generalnego Wielkiej Brytanii i dalej znajdowała się w niej końcówka kabli podmorskich. 23 listopada 1903 roku amerykański wynalazca Lee De Forest przeprowadził udaną transmisję radiową z wieży w Howth do Holyhead. Potem do swoich eksperymentów z radiem wykorzystywał ją Guglielmo Marconi, który w 1905 roku dokonał z tego miejsca połączenia radiowego ze statkiem. W 1922 roku właścicielem zostało irlandzkie ministerstwo poczt i telegrafów, później wieżą zarządzało Telecom Éireann, które odsprzedało ją miastu Dublin pod koniec lat 1980. Po remoncie w 2001 roku zostało przekazane na muzeum.
Wieża wpisana jest do irlandzkiego rejestru zabytków pod numerem DU016-0020.

## Muzeum
Kolekcja muzeum obejmuje sprzęt telegraficzny, radiowy i fonograficzny, m.in. fonograf Edisona i francuski odbiornik z czasów okupacji, zamaskowany jako portret Rity Hayworth. Pierwotnie była to prywatna kolekcja entuzjasty radia, Pata Herberta. W 2003 powiat Fingal zaoferował wieżę na pomieszczenie dla rosnącej kolekcji, która nie mieściła się już w domu Herberta. Pat Herbert kolekcjonował i restaurował nagrania i sprzęt radiowy przez ponad 60 lat, zanim został kuratorem muzeum w Howth. Stuart Duff nakręcił o nim dziesięciominutowy film dokumentalny, nominowany do nagród na festiwalach Dublin International Short Film and Musical Festival i Underground Cinema Film Festival.